# Indian Wells Open 2006 - Qualificazioni singolare maschile
Le qualificazioni del singolare maschile dell'Indian Wells Open 2006 sono state un torneo di tennis preliminare per accedere alla fase finale della manifestazione. I vincitori dell'ultimo turno sono entrati di diritto nel tabellone principale. In caso di ritiro di uno o più giocatori aventi diritto a questi sono subentrati i lucky loser, ossia i giocatori che hanno perso nell'ultimo turno ma che avevano una classifica più alta rispetto agli altri partecipanti che avevano comunque perso nel turno finale.
Le qualificazioni del torneo Indian Wells Open  2006 prevedevano 48 partecipanti di cui 12 sono entrati nel tabellone principale.

## Teste di serie
1. Lukáš Dlouhý (primo turno)
2. Gilles Simon (primo turno)
3. Julien Benneteau (Qualificato)
4. Guillermo García López (ultimo turno)
5. Justin Gimelstob (Qualificato)
6. Janko Tipsarević (Qualificato)
7. Ivo Minář (primo turno)
8. Paul Capdeville (Qualificato)
9. Jiří Vaněk (primo turno)
10. Olivier Patience (primo turno)
11. Assente
12. Oliver Marach (ultimo turno)

1. Glenn Weiner (primo turno)
2. Kevin Kim (Qualificato)
3. Thierry Ascione (ultimo turno)
4. Vasilīs Mazarakīs (Qualificato)
5. Giovanni Lapentti (primo turno)
6. Jeff Salzenstein (primo turno)
7. George Bastl (ultimo turno)
8. Rik De Voest (primo turno)
9. Jeff Morrison (Qualificato)
10. Łukasz Kubot (ultimo turno)
11. Michael Russell (primo turno)
12. Lars Burgsmüller (Qualificato)

## Qualificati
1. Lars Burgsmüller
2. Amer Delić
3. Julien Benneteau
4. Kevin Kim
5. Justin Gimelstob
6. Janko Tipsarević

1. Vasilīs Mazarakīs
2. Paul Capdeville
3. Giovanni Lapentti
4. Jeff Morrison
5. Glenn Weiner
6. Jeff Salzenstein

## Tabellone

### Legenda
| - Q = Qualificato - WC = Wild card - LL = Lucky loser | - ALT = Alternate - SE = Special Exempt - PR = Protected Ranking | - w/o = Walkover - r = Ritirato - d = Squalificato |

### Sezione 1
|  | Primo turno | Primo turno      | Primo turno | Primo turno | Primo turno |  |  | Ultimo turno | Ultimo turno     | Ultimo turno     | Ultimo turno | Ultimo turno |  |
|  |             |                  |             |             |             |  |  |              |                  |                  |              |              |  |
|  |             | Brian Vahaly     | 4           | 6           | 6           |  |  |              |                  |                  |              |              |  |
|  | 1           | Lukáš Dlouhý     | 6           | 1           | 4           |  |  |              | Brian Vahaly     | Brian Vahaly     | 4            | 64           |  |
|  | 24          | Lars Burgsmüller | 6           | 3           | 6           |  |  | 24           | Lars Burgsmüller | Lars Burgsmüller | 6            | 7            |  |
|  |             | Diego Junqueira  | 4           | 6           | 3           |  |  |              |                  |                  |              |              |  |

### Sezione 2
|  | Primo turno | Primo turno        | Primo turno  | Primo turno | Primo turno |  |  | Ultimo turno | Ultimo turno    | Ultimo turno | Ultimo turno | Ultimo turno |  |
|  |             |                    |              |             |             |  |  |              |                 |              |              |              |  |
|  |             | Amer Delić         | Amer Delić   | 6           | 6           |  |  |              |                 |              |              |              |  |
|  | 2           | Gilles Simon       | Gilles Simon | 3           | 2           |  |  |              | Amer Delić      | 3            | 7            | 6            |  |
|  | 15          | Thierry Ascione    | 6            | 5           | 7           |  |  | 15           | Thierry Ascione | 6            | 62           | 1            |  |
|  |             | Alex Bogomolov Jr. | 1            | 7           | 6           |  |  |              |                 |              |              |              |  |

### Sezione 3
|  | Primo turno | Primo turno          | Primo turno          | Primo turno | Primo turno |  |  | Ultimo turno | Ultimo turno     | Ultimo turno | Ultimo turno | Ultimo turno |  |
|  |             |                      |                      |             |             |  |  |              |                  |              |              |              |  |
|  | 3           | Julien Benneteau     | Julien Benneteau     | 6           | 6           |  |  |              |                  |              |              |              |  |
|  |             | Scoville Jenkins     | Scoville Jenkins     | 4           | 4           |  |  | 3            | Julien Benneteau | 3            | 6            | 6            |  |
|  | 19          | George Bastl         | George Bastl         | 6           | 6           |  |  | 19           | George Bastl     | 6            | 3            | 4            |  |
|  |             | Juan-Pablo Brzezicki | Juan-Pablo Brzezicki | 4           | 3           |  |  |              |                  |              |              |              |  |

### Sezione 4
|  | Primo turno | Primo turno            | Primo turno            | Primo turno | Primo turno |  |  | Ultimo turno | Ultimo turno           | Ultimo turno           | Ultimo turno | Ultimo turno |  |
|  |             |                        |                        |             |             |  |  |              |                        |                        |              |              |  |
|  | 4           | Guillermo García López | Guillermo García López | 6           | 6           |  |  |              |                        |                        |              |              |  |
|  |             | Benjamin Kohlloeffel   | Benjamin Kohlloeffel   | 1           | 4           |  |  | 4            | Guillermo García López | Guillermo García López | 4            | 4            |  |
|  | 14          | Kevin Kim              | Kevin Kim              | 7           | 6           |  |  | 14           | Kevin Kim              | Kevin Kim              | 6            | 6            |  |
|  |             | Sargis Sargsian        | Sargis Sargsian        | 5           | 2           |  |  |              |                        |                        |              |              |  |

### Sezione 5
|  | Primo turno | Primo turno      | Primo turno      | Primo turno | Primo turno |  |  | Ultimo turno | Ultimo turno     | Ultimo turno     | Ultimo turno | Ultimo turno |  |
|  |             |                  |                  |             |             |  |  |              |                  |                  |              |              |  |
|  | 5           | Justin Gimelstob | Justin Gimelstob | 6           | 7           |  |  |              |                  |                  |              |              |  |
|  |             | Hugo Armando     | Hugo Armando     | 4           | 65          |  |  | 5            | Justin Gimelstob | Justin Gimelstob | 6            | 6            |  |
|  | 22          | Łukasz Kubot     | Łukasz Kubot     | 6           | 6           |  |  | 22           | Łukasz Kubot     | Łukasz Kubot     | 1            | 2            |  |
|  |             | Phillip Simmonds | Phillip Simmonds | 1           | 1           |  |  |              |                  |                  |              |              |  |

### Sezione 6
|  | Primo turno | Primo turno       | Primo turno       | Primo turno | Primo turno |  |  | Ultimo turno | Ultimo turno     | Ultimo turno | Ultimo turno | Ultimo turno |  |
|  |             |                   |                   |             |             |  |  |              |                  |              |              |              |  |
|  | 6           | Janko Tipsarević  | Janko Tipsarević  | 6           | 6           |  |  |              |                  |              |              |              |  |
|  |             | Frédéric Niemeyer | Frédéric Niemeyer | 2           | 1           |  |  | 6            | Janko Tipsarević | 1            | 6            | 7            |  |
|  |             | Michael Russell   | 4                 | 6           | 6           |  |  |              | Michael Russell  | 6            | 3            | 5            |  |
|  | 23          | Sergio Roitman    | 6                 | 3           | 4           |  |  |              |                  |              |              |              |  |

### Sezione 7
|  | Primo turno | Primo turno       | Primo turno       | Primo turno | Primo turno |  |  | Ultimo turno | Ultimo turno      | Ultimo turno      | Ultimo turno | Ultimo turno |  |
|  |             |                   |                   |             |             |  |  |              |                   |                   |              |              |  |
|  |             | Chris Guccione    | Chris Guccione    | 6           | 7           |  |  |              |                   |                   |              |              |  |
|  | 7           | Ivo Minář         | Ivo Minář         | 3           | 6           |  |  |              | Chris Guccione    | Chris Guccione    | 63           | 3            |  |
|  | 16          | Vasilīs Mazarakīs | Vasilīs Mazarakīs | 6           | 6           |  |  | 16           | Vasilīs Mazarakīs | Vasilīs Mazarakīs | 7            | 6            |  |
|  |             | Harel Levy        | Harel Levy        | 2           | 2           |  |  |              |                   |                   |              |              |  |

### Sezione 8
|  | Primo turno | Primo turno     | Primo turno     | Primo turno | Primo turno |  |  | Ultimo turno | Ultimo turno    | Ultimo turno | Ultimo turno | Ultimo turno |  |
|  |             |                 |                 |             |             |  |  |              |                 |              |              |              |  |
|  | 8           | Paul Capdeville | Paul Capdeville | 6           | 6           |  |  |              |                 |              |              |              |  |
|  |             | Nenad Zimonjić  | Nenad Zimonjić  | 1           | 3           |  |  | 8            | Paul Capdeville | 64           | 6            | 6            |  |
|  |             | Rik De Voest    | 6               | 1           | 7           |  |  |              | Rik De Voest    | 7            | 3            | 2            |  |
|  | 20          | Peter Luczak    | 4               | 6           | 62          |  |  |              |                 |              |              |              |  |

### Sezione 9
|  | Primo turno | Primo turno       | Primo turno       | Primo turno | Primo turno |  |  | Ultimo turno      | Ultimo turno      | Ultimo turno      | Ultimo turno | Ultimo turno |  |
|  |             |                   |                   |             |             |  |  |                   |                   |                   |              |              |  |
|  |             | Eric Taino        | Eric Taino        | 6           | 7           |  |  |                   |                   |                   |              |              |  |
|  | 9           | Jiří Vaněk        | Jiří Vaněk        | 4           | 5           |  |  | Eric Taino        | Eric Taino        | Eric Taino        | 2            | 2            |  |
|  |             | Giovanni Lapentti | Giovanni Lapentti | 6           | 6           |  |  | Giovanni Lapentti | Giovanni Lapentti | Giovanni Lapentti | 6            | 6            |  |
|  | 17          | Simon Greul       | Simon Greul       | 4           | 3           |  |  |                   |                   |                   |              |              |  |

### Sezione 10
|  | Primo turno | Primo turno      | Primo turno | Primo turno | Primo turno |  |  | Ultimo turno | Ultimo turno  | Ultimo turno  | Ultimo turno | Ultimo turno |  |
|  |             |                  |             |             |             |  |  |              |               |               |              |              |  |
|  |             | Adrián García    | 1           | 6           | 6           |  |  |              |               |               |              |              |  |
|  | 10          | Olivier Patience | 6           | 2           | 4           |  |  |              | Adrián García | Adrián García | 3            | 2            |  |
|  | 21          | Jeff Morrison    | 6           | 3           | 6           |  |  | 21           | Jeff Morrison | Jeff Morrison | 6            | 6            |  |
|  |             | Diego Hartfield  | 2           | 6           | 4           |  |  |              |               |               |              |              |  |

### Sezione 11
|  | Primo turno    | Primo turno    | Primo turno    | Primo turno | Primo turno |  |  | Ultimo turno   | Ultimo turno   | Ultimo turno   | Ultimo turno | Ultimo turno |  |
|  |                |                |                |             |             |  |  |                |                |                |              |              |  |
|  | Simone Bolelli | Simone Bolelli | Simone Bolelli | 7           | 6           |  |  |                |                |                |              |              |  |
|  | Todd Widom     | Todd Widom     | Todd Widom     | 6           | 2           |  |  | Simone Bolelli | Simone Bolelli | Simone Bolelli | 3            | 5            |  |
|  |                | Glenn Weiner   | Glenn Weiner   | 6           | 6           |  |  | Glenn Weiner   | Glenn Weiner   | Glenn Weiner   | 6            | 7            |  |
|  | 13             | Stefan Koubek  | Stefan Koubek  | 4           | 4           |  |  |                |                |                |              |              |  |

### Sezione 12
|  | Primo turno | Primo turno       | Primo turno       | Primo turno | Primo turno |  |  | Ultimo turno | Ultimo turno     | Ultimo turno     | Ultimo turno | Ultimo turno |  |
|  |             |                   |                   |             |             |  |  |              |                  |                  |              |              |  |
|  | 12          | Oliver Marach     | Oliver Marach     | 6           | 6           |  |  |              |                  |                  |              |              |  |
|  |             | Santiago González | Santiago González | 4           | 4           |  |  | 12           | Oliver Marach    | Oliver Marach    | 4            | 1            |  |
|  |             | Jeff Salzenstein  | Jeff Salzenstein  | 6           | 6           |  |  |              | Jeff Salzenstein | Jeff Salzenstein | 6            | 6            |  |
|  | 18          | Ramón Delgado     | Ramón Delgado     | 3           | 2           |  |  |              |                  |                  |              |              |  |